# مبدل‌پوش (فیلم ۲۰۱۲)
مبدل‌پوش (کره‌ای: 광해: 왕이 된 남자; هانجا: 光海: 王이 된 男子; لاتین‌نویسی اصلاح‌شده: Gwanghae: Wang-i Doen Namja; به‌معنای 'گوانگ‌هه: مردی که شاه شد) فیلمی تاریخی به‌کارگردانی چو چانگ-مین و محصول کشور کرهٔ جنوبی است که در سال ۲۰۱۲ میلادی اکران شد. لی بیونگ-هان ستارهٔ اصلی این فیلم است و در دو نقش بازی می‌کند؛ در نقشِ پادشاه گوانگ‌هیگون چوسان و ها-سون، بازیگری سطح‌پایین که در هنگام سوءقصد به پادشاه، بدل وی گردید.
فیلم مورد توجه منتقدان و تماشاگران واقع شد و برخی منتقدین آن را بهترین فیلم سال ۲۰۱۲ در کرهٔ جنوبی دانستند. با ۱۲٫۳ میلیون قطعه بلیتی که فروخته‌شد، این فیلم ۶مین فیلم پرفروش تاریخی در کرهٔ جنوبی محسوب می‌شود. همچنین مبدل‌پوش در ۴۹مین دورهٔ جایزهٔ ناقوس بزرگ، توانست در ۱۵ رده از جمله بهترین فیلم، بهترین کارگردان، بهترین نمایشگاه و بهترین بازیگر، برنده شود.و در سال ۲۰۱۹ سریال این فیلم به نام دلقک تاجدار با بازی یو جین گو و لی سه یونگ برای شبکه TVN تولید و از امتیاز خوبی برخوردار شد.

## پیش‌زمینهٔ تاریخی
از نظر تاریخی، گوانگ‌هیگون چوسان، ۱۵مین پادشاه چوسان بود که از سال ۱۶۰۸ تا ۱۶۲۳ میلادی حکومت می‌کرد و می‌کوشید تا دیپلماسی بی‌طرفانه‌ای نسبت به حکومت‌های چینی یعنی دودمان مینگ (۱۳۶۸–۱۶۴۴) و دودمان چینگ (۱۶۳۶–۱۹۱۲) اتخاذ کند. او همچنین تلاش کرد تا اصلاحات دیگری انجام دهد که ناموفق بودند و سرانجام از سلطنت خلع و به ججودو تبعید شد.
از آن‌جایی که وی توسط نظامیان جناح غربی در یک کودتای نظامی از سلطنت خلع شد، مورخان به او همچون تائجو چوسان یا سجونگ کبیر نامِ معبدی نداده‌اند.
این فیلم، روایتی از دورهٔ ۱۵ روزهٔ اسناد گمشدهٔ سالنامه‌های سلسلهٔ چوسان است.

## داستان
در پادشاهی چوسان، هنگام فرمانروایی گوانگ‌هیگون چوسان (لی بیونگ-هان) به‌دلیل توطئه‌های درباریان علیه شاه، وی به منشی‌اش هئو گیون (ریو سونگ ریونگ) دستور می‌دهد تا بدلی که بسیار به او شبیه باشد را پیدا کند. هئو گیون نیز ها-سون را که بازیگری سطح‌پایین است و بسیار به شاه شباهت دارد را پیدا می‌کند تا شب‌ها در اتاقِ شاه بخوابد و روزها قصر را ترک کند. در همین زمان، شاه در یک توطئه مسموم می‌شود و هئو گیون تصمیم می‌گیرد تا ها-سون را تا زمانی که حال شاه بهبود می‌یابد، به‌عنوان شاه اصلی در قصر نگه دارد.

## بازیگران
- لی بیونگ-هان در نقش شاه گوانگ‌هیگون/ها-سون[۱۴]
- ریو سئونگ-ریونگ در نقش منشی اعظم هئو گیون[۱۵]
- هان هیو جو در نقش ملکه[۱۶][۱۷]
- جانگ گوانگ در نقش خواجهٔ اعظم
- کیم این-کوون در نقش فرمانده دو، محافظ شخصی پادشاه
- شیم ئون-کیونگ در نقش سا-وُل، چشندهٔ غذای شاهی
- کیم میونگ-گون در نقش وزیر داخله پارک چونگ-سئو
- پارک جی-ا در نقش بانو هان، بانوی اعظم دربار
- شین جونگ-گئون در نقش لی جئونگ-رانگ

## جوایز
| سال  | جایزه                              | رده                      | دریافت‌کننده                            | نتیجه    |
| ---- | ---------------------------------- | ------------------------ | -------------------------------------- | -------- |
| ۲۰۱۲ | ۴۹مین جایزه ناقوس بزرگ             | بهترین فیلم              | مبدل‌پوش                                | برنده    |
| ۲۰۱۲ | ۴۹مین جایزه ناقوس بزرگ             | بهترین کارگردان          | چو چانگ-مین                            | برنده    |
| ۲۰۱۲ | ۴۹مین جایزه ناقوس بزرگ             | بهترین بازیگر مرد        | لی بیونگ-هان                           | برنده    |
| ۲۰۱۲ | ۴۹مین جایزه ناقوس بزرگ             | بهترین بازیگر مکمل مرد   | ریو سئونگ-ریونگ                        | برنده    |
| ۲۰۱۲ | ۴۹مین جایزه ناقوس بزرگ             | بهترین فیلمنامه          | هوانگ جو-یون                           | برنده    |
| ۲۰۱۲ | ۴۹مین جایزه ناقوس بزرگ             | بهترین فیلمبرداری        | لی تائه-یون                            | برنده    |
| ۲۰۱۲ | ۴۹مین جایزه ناقوس بزرگ             | بهترین تدوین             | نام نا-یئونگ                           | برنده    |
| ۲۰۱۲ | ۴۹مین جایزه ناقوس بزرگ             | بهترین کارگردان هنری     | اوه هئونگ-سئوگ                         | برنده    |
| ۲۰۱۲ | ۴۹مین جایزه ناقوس بزرگ             | بهترین نورپردازی         | لوه سئونگ-چول                          | برنده    |
| ۲۰۱۲ | ۴۹مین جایزه ناقوس بزرگ             | بهترین طراحی صحنه و لباس | کوون یو-جین، ایم سئونگ-هی              | برنده    |
| ۲۰۱۲ | ۴۹مین جایزه ناقوس بزرگ             | بهترین موسیقی            | مووگ، کیم جون-سئونگ                    | برنده    |
| ۲۰۱۲ | ۴۹مین جایزه ناقوس بزرگ             | بهترین تهیه‌کننده         | ایم سانگ-جین                           | برنده    |
| ۲۰۱۲ | ۴۹مین جایزه ناقوس بزرگ             | بهترین جلوه‌های تصویری    | جونگ جائه-هون                          | برنده    |
| ۲۰۱۲ | ۴۹مین جایزه ناقوس بزرگ             | بهترین جلوه‌های صوتی      | لی سانگ-جون                            | برنده    |
| ۲۰۱۲ | ۴۹مین جایزه ناقوس بزرگ             | جایزهٔ محبوبیت            | لی بیونگ-هان                           | برنده    |
| ۲۰۱۲ | ۳۲مین جوایز انجمن منتقدان فیلم کره | بهترین دستاورد فنی       | اوه هئونگ-سئوک                         | برنده    |
| ۲۰۱۲ | ۳۳مین جایزه فیلم اژدهای آبی        | بهترین فیلم              | مبدل‌پوش                                | نامزدشده |
| ۲۰۱۲ | ۳۳مین جایزه فیلم اژدهای آبی        | بهترین کارگردان          | چو چانگ-مین                            | نامزدشده |
| ۲۰۱۲ | ۳۳مین جایزه فیلم اژدهای آبی        | بهترین بازیگر مرد        | لی بیونگ-هان                           | نامزدشده |
| ۲۰۱۲ | ۳۳مین جایزه فیلم اژدهای آبی        | بهترین بازیگر مکمل مرد   | جانگ گوانگ                             | نامزدشده |
| ۲۰۱۲ | ۳۳مین جایزه فیلم اژدهای آبی        | بهترین فیلمنامه          | هوانگ جو-یون                           | نامزدشده |
| ۲۰۱۲ | ۳۳مین جایزه فیلم اژدهای آبی        | بهترین فیلمبرداری        | لی تائه-یون                            | نامزدشده |
| ۲۰۱۲ | ۳۳مین جایزه فیلم اژدهای آبی        | بهترین کارگردان هنری     | اوه هئونگ-سئوگ                         | برنده    |
| ۲۰۱۲ | ۳۳مین جایزه فیلم اژدهای آبی        | بهترین نورپردازی         | اوه سئونگ-چول                          | نامزدشده |
| ۲۰۱۲ | ۳۳مین جایزه فیلم اژدهای آبی        | بهترین موسیقی            | مووگ، کیم جون-سئونگ                    | نامزدشده |
| ۲۰۱۲ | ۳۳مین جایزه فیلم اژدهای آبی        | جایزهٔ فنی                | کوون یو-جین، ایم سئونگ-هی (طراحی صحنه) | نامزدشده |
| ۲۰۱۲ | ۳۳مین جایزه فیلم اژدهای آبی        | جایزهٔ فنی                | نام نا-یئونگ (تدوین)                   | نامزدشده |
| ۲۰۱۲ | ۱۳مین جوایز منتقدان فیلم بوسان     | بهترین بازیگر            | لی بیونگ-هان                           | برنده    |
| ۲۰۱۳ | ۴۹مین جایزه هنری پکسانگ            | بهترین فیلم              | مبدل‌پوش                                | برنده    |
| ۲۰۱۳ | ۴۹مین جایزه هنری پکسانگ            | بهترین کارگردان          | چو چانگ-مین                            | برنده    |
| ۲۰۱۳ | ۴۹مین جایزه هنری پکسانگ            | بهترین بازیگر            | لی بیونگ-هان                           | نامزدشده |
| ۲۰۱۳ | ۲۲مین جوایز فیلم بویل              | بهترین فیلم              | مبدل‌پوش                                | نامزدشده |
| ۲۰۱۳ | ۲۲مین جوایز فیلم بویل              | بهترین کارگردان          | چو چانگ-مین                            | نامزدشده |
| ۲۰۱۳ | ۲۲مین جوایز فیلم بویل              | بهترین بازیگر مرد        | لی بیونگ-هان                           | نامزدشده |
| ۲۰۱۳ | ۲۲مین جوایز فیلم بویل              | بهترین بازیگر مکمل مرد   | ریو سئونگ-ریونگ                        | برنده    |
| ۲۰۱۳ | ۲۲مین جوایز فیلم بویل              | بهترین کارگردان هنری     | کواک جائه-سیک، اوه هئونگ-سئوگ          | نامزدشده |
| ۲۰۱۳ | ۲۲مین جوایز فیلم بویل              | بهترین موسیقی            | مووگ، کیم جون-سئونگ                    | نامزدشده |
| ۲۰۱۳ | ۲۲مین جوایز فیلم بویل              | جایزهٔ هیئت داوران        | مبدل‌پوش                                | برنده    |
| ۲۰۱۳ | ۷مین جوایز آسیا پاسیفیک            | بهترین بازیگر            | لی بیونگ-هان                           | برنده    |